# Уорд (округ, Техас)
Уорд (англ. Ward County) — округ в штате Техас, США. Окружным центром является город Монаханс.
На 2000 год в округе проживало 10 909 человек. По оценке бюро переписи населения США в 2009 году население округа составляло 10 528 человек.

## История
Округ Уорд был сформирован в 1887 году. Был назван в честь Томаса Уильяма Уорда, мэра города Остин.

## География
По данным бюро переписи населения США площадь округа Уорд составляет 2165 км², из которых 2164 км² — суша, а 1 км² — водная поверхность (0,03 %).

### Основные шоссе
- Федеральная автострада 20
- Автострада 18
- Автострада 115
- Автострада 329

### Соседние округа
- Уинклер (север)
- Эктор (северо-восток)
- Крейн (восток)
- Пекос (юг)
- Ривс (запад)
- Ловинг (северо-запад)